# Blutfahne (NSDAP)
La Blutfahne (bandiera di sangue) era una bandiera nazista che fu usata durante il tentato putsch di Monaco del 9 novembre 1923. Fu uno dei più riveriti oggetti del Partito Nazista. La bandiera era quella del V Sturm delle SA macchiatosi di sangue dei membri del Partito Nazista colpiti dai colpi sparati dalla polizia di Monaco di Baviera (principalmente di Andreas Bauriedl che cadde sulla bandiera quando fu colpito e ucciso).
Ci sono due racconti a proposito di quel che avvenne della bandiera dopo il putsch: una sostiene che fu Heinrich Trambauer (il portabandiera) a dare il vessillo a un amico togliendolo dall'asta e nascondendolo nella propria giacca. Successivamente Traumbauer consegnò la bandiera a Karl Eggers, che mantenne l'oggetto al sicuro. Un'altra versione è che la bandiera venne confiscata dalla autorità di Monaco e in seguito restituita ai nazisti da cui Eggers fu incaricato di custodirla.
Al di là di quale sia la versione corretta dopo che Adolf Hitler fu rilasciato dalla prigione di Landsberg (dopo aver scontato uno dei cinque anni a cui era stato condannato per la parte avuta nel putsch) Eggers gli consegnò la bandiera. Essa ebbe una nuova asta e un nuovo puntale e immediatamente al di sotto del puntale vi era un nastro di color argento che riportava i nomi dei tre partecipanti al putsch che erano stati uccisi durante lo stesso. Uno dei tre nomi omaggiati fu quello di Bauriedl. Inoltre il vessillo non era più attaccato all'asta dalla manica originale ma da un intreccio di cordoni rosso-bianco-neri che passava attraverso la manica.
La bandiera venne in seguito trattata come un oggetto sacro dal partito nazista e venne portata dallo Standartenführer delle SS Jakob Grimminger a svariate cerimonie del partito. Uno degli utilizzi più visibili del drappo fu quello eseguito da Adolf Hitler, che ai raduni annuali del partito tenuti presso Norimberga, toccava le altre bandiere naziste con la Blutfahne, per 'santificare' le nuove bandiere.

Hitler in trionfo: il Führer passa in rassegna le SA nel 1935. Nell'auto con Hitler la Blutfahne, dietro l'auto l'SS Jakob Grimminger.

Quando non veniva utilizzata la Blutfahne era tenuta presso il quartier generale del partito nazista (la Casa bruna) a Monaco, con una guardia di onore delle SS. La bandiera riportava un piccolo strappo che non venne riparato per un certo numero di anni. Si crede che lo strappo sia stato riportato durante il putsch.
La Blutfahne fu vista in pubblico per l'ultima volta alla cerimonia di investitura del Volkssturm il 18 ottobre 1944 (non al funerale del Gauleiter Adolf Wagner sei mesi dopo, come fu frequentemente riportato). Questa cerimonia fu presieduta da Heinrich Himmler e vi parteciparono Keitel, Guderian, Lammers, Bormann, Fiehler, Schepmann e Kraus.
Dopo quest'ultima apparizione in pubblico la Blutfahne svanì dalla storia. La sua situazione attuale è sconosciuta e non è neanche certo se a tutt'oggi la bandiera esista.